# Hopkinton (Massachusetts)
Hopkinton és una població del Comtat de Middlesex (Massachusetts) als Estats Units d'Amèrica. Segons el cens del 2007 tenia 14.307 habitants.

## Demografia
Segons el cens del 2000 Hopkinton tenia 13.346 habitants, 4.444 habitatges, i 3.621 famílies. La densitat de població era de 194 habitants/km².
Dels 4.444 habitatges en un 49,7% hi vivien nens de menys de 18 anys, en un 73,4% hi vivien parelles casades, en un 6,1% dones solteres, i en un 18,5% no eren unitats familiars. En el 15,2% dels habitatges hi vivien persones soles el 5,4% de les quals corresponia a persones de 65 anys o més que vivien soles. El nombre mitjà de persones vivint en cada habitatge era de 2,97 i el nombre mitjà de persones que vivien en cada família era de 3,33.
Per edats la població es repartia de la següent manera: un 33,1% tenia menys de 18 anys, un 3,4% entre 18 i 24, un 34% entre 25 i 44, un 22,6% de 45 a 60 i un 6,9% 65 anys o més.
L'edat mediana era de 36 anys. Per cada 100 dones de 18 o més anys hi havia 92,9 homes.
La renda mediana per habitatge era de 89.281 $ i la renda mediana per família de 102.550$. Els homes tenien una renda mediana de 71.207 $ mentre que les dones 42.360$. La renda per capita de la població era de 41.469$. Entorn de l'1,3% de les famílies i l'1,7% de la població estaven per davall del llindar de pobresa.